# Semaeopus vizaria
Semaeopus vizaria là một loài bướm đêm trong họ Geometridae.